# Sólo mía
Sólo mía és una pel·lícula espanyola del 2001 protagonitzada per Sergi López i Ayats i Paz Vega i dirigida per Javier Balaguer. Està basada en la violència masclista i és la primera pel·lícula feta a Espanya que tracta el tema de la violència de gènere. Basada en fets reals.

## Argument
Joaquín (Sergi López i Ayats) i Ángela (Paz Vega) són una parella feliç i enamorada. L'amor va sorgir entre ells d'un enamorament sobtat, es van casar als pocs mesos i eren feliços. El seu primer embaràs els va omplir d'aquesta... fins que poc després van aparèixer els primers retrets i insults. Tan sols va ser necessari un mal dia de Joaquín perquè Ángela descobrís el veritable caràcter violent del seu espòs.

## Repartiment
- Sergi López i Ayats... Joaquín
- Paz Vega... Ángela
- Elvira Mínguez... Andrea
- Alberto Jiménez... Alejandro
- María José Alfonso... Mare Ángela
- Beatriz Bergamín... Cunyada Ángela
- Asunción Balaguer... Tia Ángela
- Ginés García Millán... Germana Ángela
- Blanca Portillo... Advocada
- Lluís Hostalot... Advocat

## Premis
XVI Premis Goya
| Categoria              | Persona                      | Resultat  |
| ---------------------- | ---------------------------- | --------- |
| Millor director novell | Javier Balaguer              | Candidat  |
| Millor actor           | Sergi López i Ayats          | Candidat  |
| Millor actriu          | Paz Vega                     | Candidats |
| Millor cançó original  | Clara Montes Eusebio Bonilla | Candidats |